# Two Turning Vertical Rectangles
Two Turning Vertical Rectangles is een kinetisch kunstwerk van George Rickey op het Binnenwegplein in de Nederlandse stad Rotterdam.
De 8 meter hoge roestvrijstalen constructie met bewegende rechthoeken vervaardigde de kunstenaar in 1969. Het object werd in 1971 onthuld op het plein waar het bijna veertig jaar stond, totdat het in 2012 werd weggehaald vanwege 'hoofdstootgevaar'. In november 2007 was het beeld ook al voor ongeveer vier maanden verdwenen, toen omdat de lagers werden vervangen. In april 2015 is het werk weer teruggeplaatst, op een 50 centimeter hogere sokkel. Dit was nodig omdat het hele Binnenwegplein werd gerenoveerd en wat werd opgehoogd. Na een paar maanden reed een vrachtwagen tegen het kunstwerk aan, waarbij het ernstig werd beschadigd. De vrachtwagenchauffeur maakte zich niet bekend, zodat de schade niet kon worden verhaald op een verzekering. Het was niet duidelijk of het kunstwerk nog wel hersteld kon worden, en het verdween vervolgens in een depot. In 2019 is de restauratie van het kunstwerk voltooid; in september 2020 is het kunstwerk teruggeplaatst op het Binnenwegplein.